# Anton Tsjoepkov
Anton Michailovitsj Tsjoepkov (Russisch: Антон Михайлович Чупков) (Moskou, 22 februari 1997) is een Russische zwemmer. Hij vertegenwoordigde zijn vaderland op de Olympische Zomerspelen 2016 in Rio de Janeiro.

## Carrière
Tsjoepkov won de gouden medaille op de 100 meter schoolslag tijdens de Olympische Jeugdzomerspelen 2014 in Nanking. Daarnaast was hij goed voor brons op zowel de 50 als de 200 meter schoolslag.
Bij zijn internationale seniorendebuut, op de wereldkampioenschappen zwemmen 2015 in Kazan, eindigde de Rus als zevende op de 200 meter schoolslag. Op de wereldkampioenschappen zwemmen jeugd 2015 in Singapore behaalde hij de gouden medaille op zowel de 100 als de 200 meter schoolslag. In Netanja nam de Rus deel aan de Europese kampioenschappen kortebaanzwemmen 2015. Op dit toernooi eindigde hij als achtste op de 100 meter schoolslag.
Tijdens de Olympische Zomerspelen van 2016 in Rio de Janeiro veroverde Tsjoepkov de bronzen medaille op de 200 meter schoolslag. Op de 4×100 meter wisselslag eindigde hij samen met Jevgeni Rylov, Aleksandr Sadovnikov en Vladimir Morozov op de vierde plaats.

## Internationale toernooien
| Jaar | Olympische Spelen                      | WK langebaan       | WK kortebaan  | EK langebaan  | EK kortebaan                             |
| ---- | -------------------------------------- | ------------------ | ------------- | ------------- | ---------------------------------------- |
| 2015 |                                        | 7e 200m schoolslag |               |               | 8e 100m schoolslag serie 200m schoolslag |
| 2016 | 200m schoolslag · 4e 4×100m wisselslag |                    | 6-11 december | geen deelname |                                          |

## Persoonlijke records
Bijgewerkt tot en met 10 augustus 2016
Kortebaan
| Afstand         | Tijd    | Datum            | Plaats |
| --------------- | ------- | ---------------- | ------ |
| 100m schoolslag | 57,61   | 9 november 2015  | Kazan  |
| 200m schoolslag | 2.03,57 | 10 november 2015 | Kazan  |

Langebaan
| Afstand         | Tijd    | Datum            | Plaats         |
| --------------- | ------- | ---------------- | -------------- |
| 100m schoolslag | 59,17   | 1 februari 2019  | CISM           |
| 200m schoolslag | 2.07,70 | 10 augustus 2016 | Rio de Janeiro |